# Edward Tarletski
Edvard Tarletski (en biélorusse : Эдвард Зіноўевіч Тарлецкі) également connu sous le nom Norma Pospolita, et Madame Jou-Jou (en biélorusse : Мадам Жу-Жу),, est un artiste drag queen, animateur, costumier, journaliste et militant social LGBT ukrainien et biélorusse né le 5 février 1974 à Minsk.

## Biographie
Il naît dans une famille polono-biélorusse.

### Activités en Biélorussie
Edward Tarletski obtient son diplôme de photographe et de journaliste à l'Université européenne des humanités à Minsk en 1996.
De 1993 à 1998, il est journaliste pour Radio Free Europe/Radio Svoboda et comme rédacteur de programmes pour la jeunesse pour la chaîne de télévision publique biélorusse de 1993 à 1998.
En 1990, Tarletski, en tant que membre de l'association locale Polonia, entreprend avec Anna Niciejewska-Siniewicz une grève de la faim pour obtenir la restitution du bâtiment de l'Église Saint-Siméon-et-Sainte-Hélène de Minsk à la communauté catholique de Minsk,.
En 1998, Edward Tarletski est le premier homme biélorusse à décider de faire son coming out. En 1998, il est l'un des fondateurs de la première organisation LGBT du pays, la BLL, la Ligue biélorusse pour l'égalité sexuelle Lambda (en biélorusse : Беларуская Ліга Сэксуальнай Роўнасці), dont il est le président jusqu'en 2005,,,.
En 1999, Tarletski organise la première manifestation de la communauté gay du pays.
En 1998, il fonde le magazine gay Forum Lambda et en est l'éditeur de 1998 à 2005,. Il est également le fondateur du portail gay.by et l'organisateur de la Gay pride à Minsk en 1999-2002,.

### Activités en Ukraine
Persécuté en Biélorussie,,, Tarletski s'installe en Ukraine à Kiev en 2008, lorsqu'il joue le rôle de Diva dans le film culte russe Chapiteau show, qui a remporté le prix du ХХХІІІe festival du film de Moscou. Par la suite, Edward Tarletski se concentre sur sa carrière d'artiste drag.
En 2013, il fonde le célèbre concours ukrainien de drag queens Miss diva,.
En février 2014, Edward Tarletski participe, dans le rôle de Madame Zhu-Zhu, aux épisodes 46-50 de la série télévisée Zwana wecheria (version ukrainienne de My Kitchen Rules). En 2015, en tant qu'artiste de club ukrainien populaire, il participe à l'enregistrement du clip Wings du duo britannique Hurts.